# Bah Bah Buntu
Bah Bah Buntu is een bestuurslaag in het regentschap Deli Serdang van de provincie Noord-Sumatra, Indonesië. Bah Bah Buntu telt 559 inwoners (volkstelling 2010).